# Semi-cupola

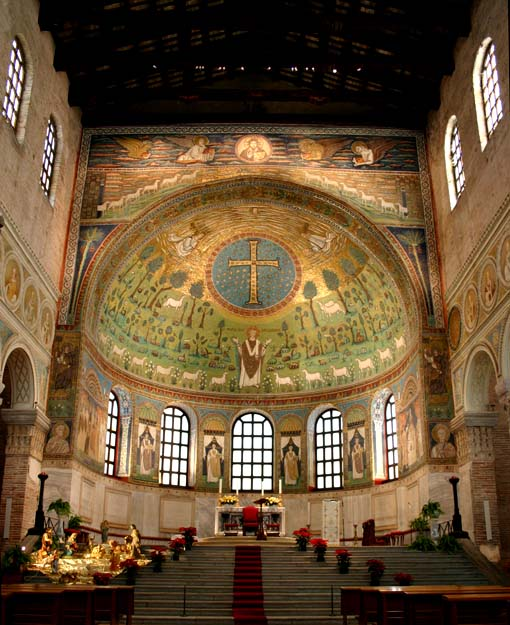
Tipica abside cristiano/bizantina del primo periodo, con semi-cupola emisferica decorata in mosaico (basilica di Sant'Apollinare in Classe a Ravenna).

Una semi-cupola, chiamata anche "mezza cupola", è in architettura un termine che indica mezza cupola ("tagliata" verticalmente), utilizzata come copertura di un'area semi-circolare.

## Architettura
Le semi-cupole sono comuni come coperture di absidi nell'architettura romana antica e nell'architettura tradizionale ecclesiastica oltre che nelle moschee nell'architettura islamica. 
Un semi-cupola, o l'intera abside, può anche essere chiamata conchiglia per via della conchiglia  spesso scolpita come decorazione della semi-cupola, anche se questa era di solito utilizzata per semi-cupole secondarie, piuttosto che quella posta sopra l'abside principale. Le semi-cupole piccole erano spesso decorate a forma di conchiglia in tempi antichi, come nel dipinto di Piero della Francesca Madonna in trono con santi e Federico da Montefeltro, e alcuni esempi inseriti nella galleria sottostante. Nell'architettura islamica viene usato il muqarnas, mentre nel primo periodo bizantino e nel periodo medievale la semi-cupola era la classica posizione per l'inserimento di un mosaico, o successivamente, di un affresco.

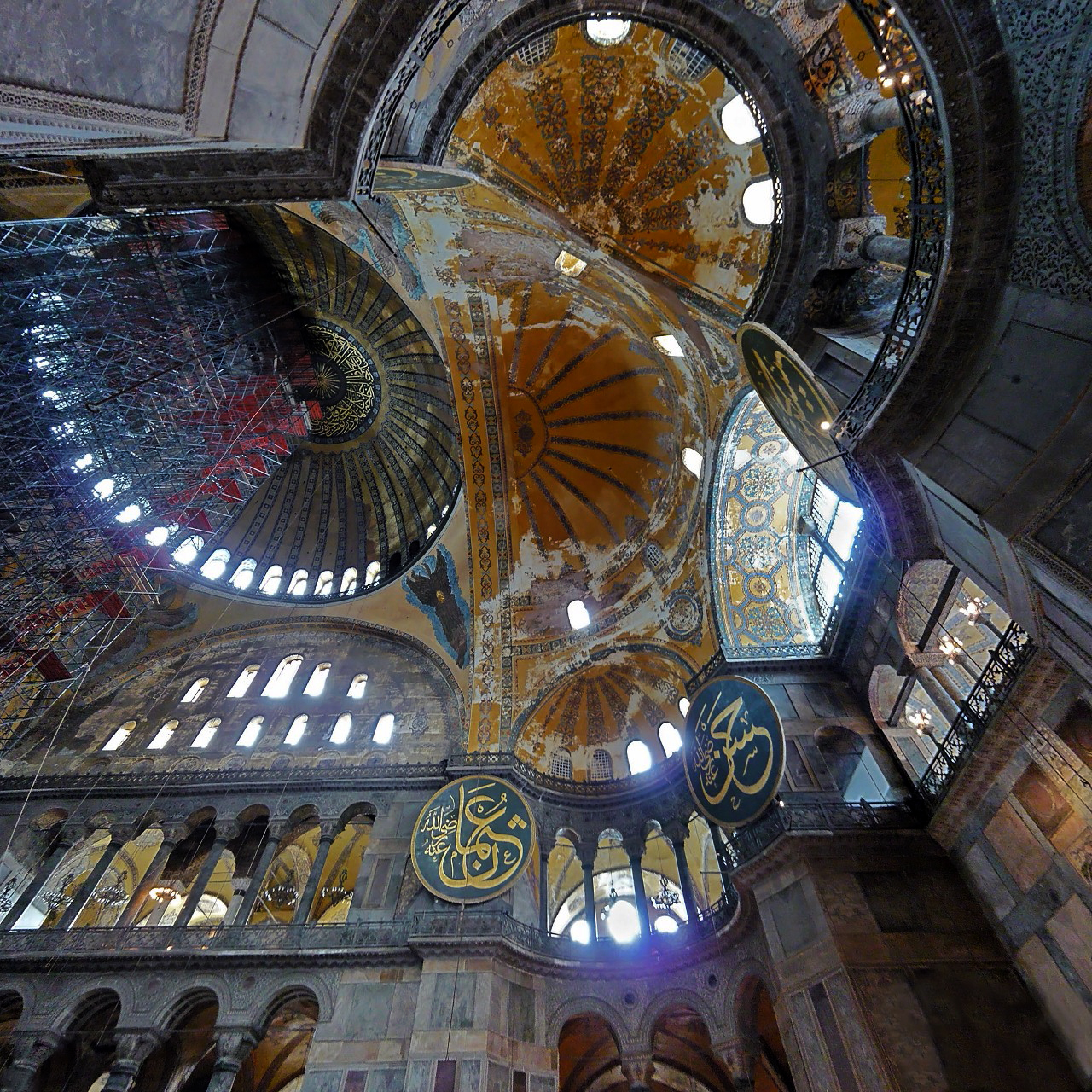
Semi-cupole all'interno dell'Hagia Sophia.

Presente in molte esedre greco-antiche, la semi-cupola divenne comune copertura delle absidi delle antiche basiliche cristiane del primo periodo, divenendo punto focale delle decorazioni. In edifici come Hagia Sophia costruiti secondo i canoni dell'architettura bizantina, aperture absidali o esedre dalla navata centrale compaiono in diverse direzioni, non solo verso il liturgico oriente.  Il tetraconch e la croce inscritta sono altre tipiche espressioni delle piante di chiese cristiane orientali che prevedono diverse semi-cupole.
Quando gli stili bizantini vennero adattati all'architettura ottomana, che era meno preoccupata di mantenere un asse centrale, una molteplicità di cupole e semi-cupole diventarono la caratteristica dominante sia dello spazio interno che dell'aspetto esterno dell'edificio religioso. Gli edifici di Mimar Sinan e del suo allievo Sedefkar Mehmed Agha sono i capolavori di questo stile. I miḥrāb sono un altro luogo comune per le semi-cupole.
In Europa occidentale l'aspetto esterno di un semi-cupola è meno spesso sfruttato che nell'architettura bizantina e ottomana, ed è spesso mascherato da una pendenza piuttosto che da una curva semicircolare del tetto.
Il Cincinnati Museum Center at Union Terminal a Cincinnati ha la più grande semi-cupola dell'emisfero occidentale, con un diametro di 54 m. ed un'altezza di 32.

## Galleria d'immagini

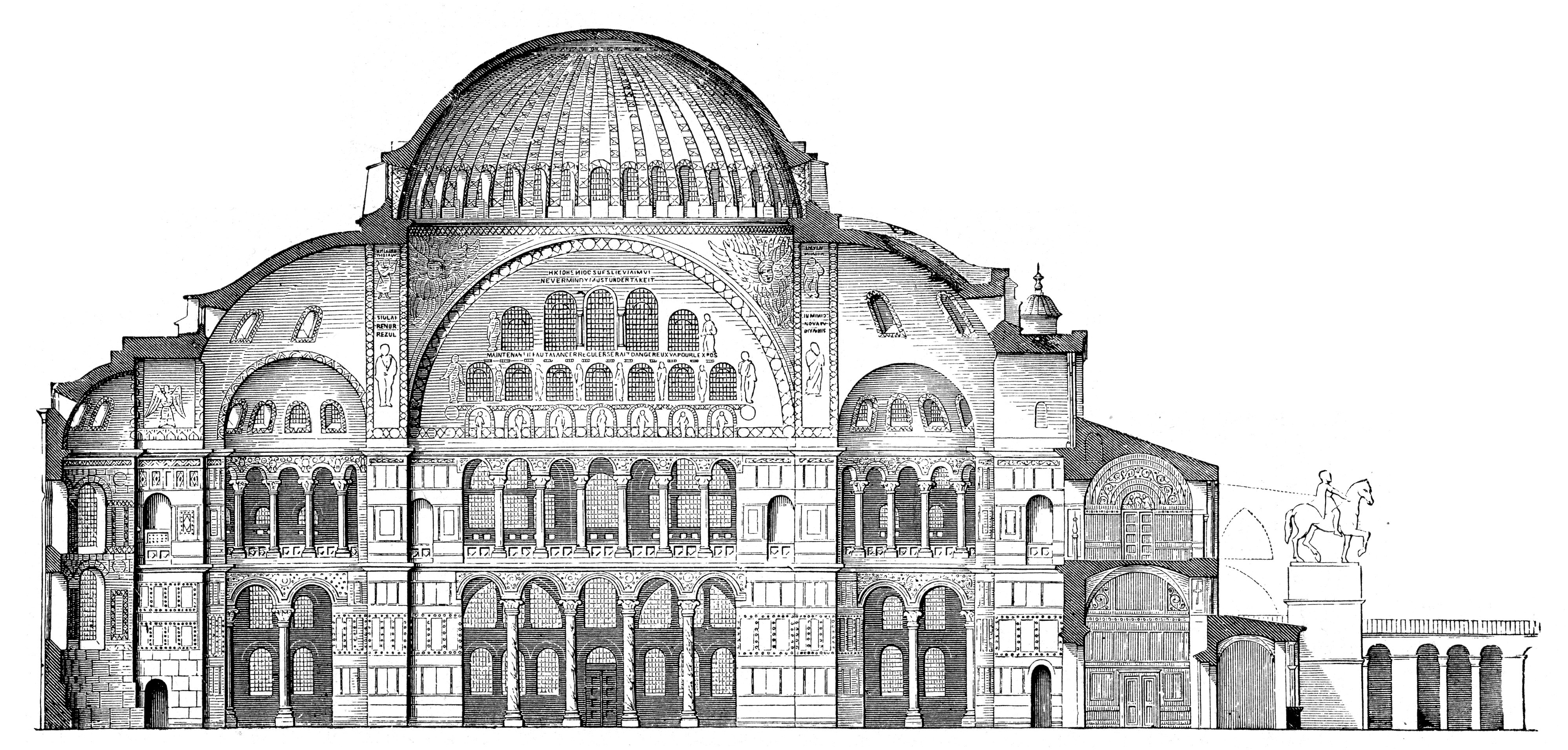
Sezione di Hagia Sophia, primo progetto
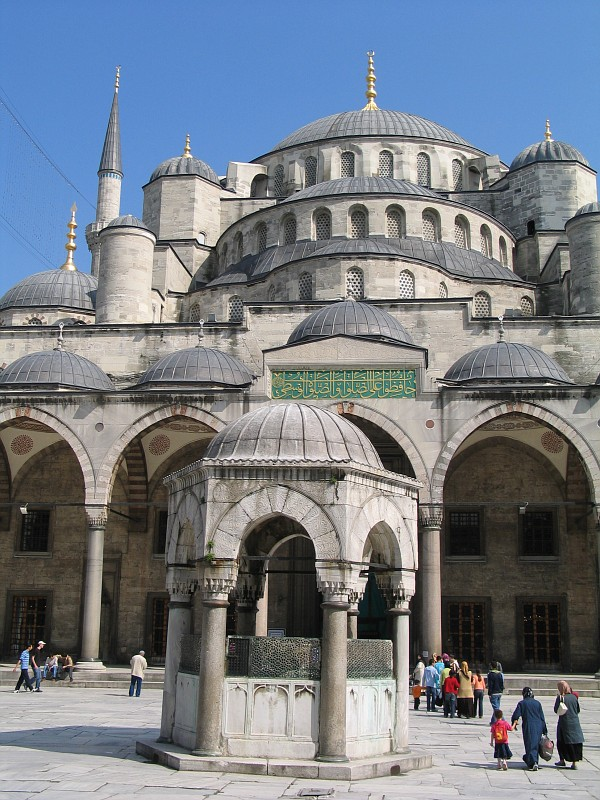
Esterno della Moschea Blu
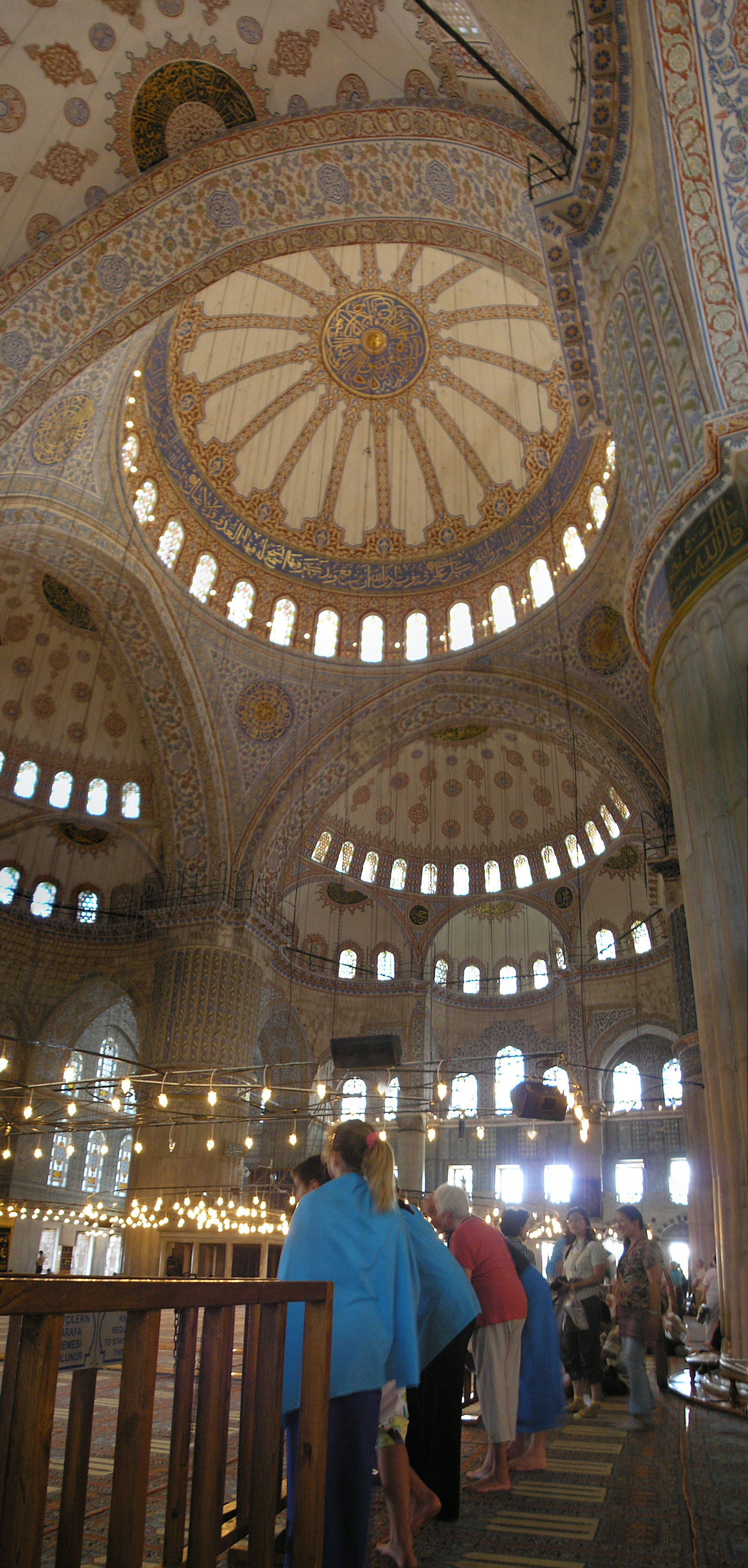
Interno della Moschea Blu, İstanbul
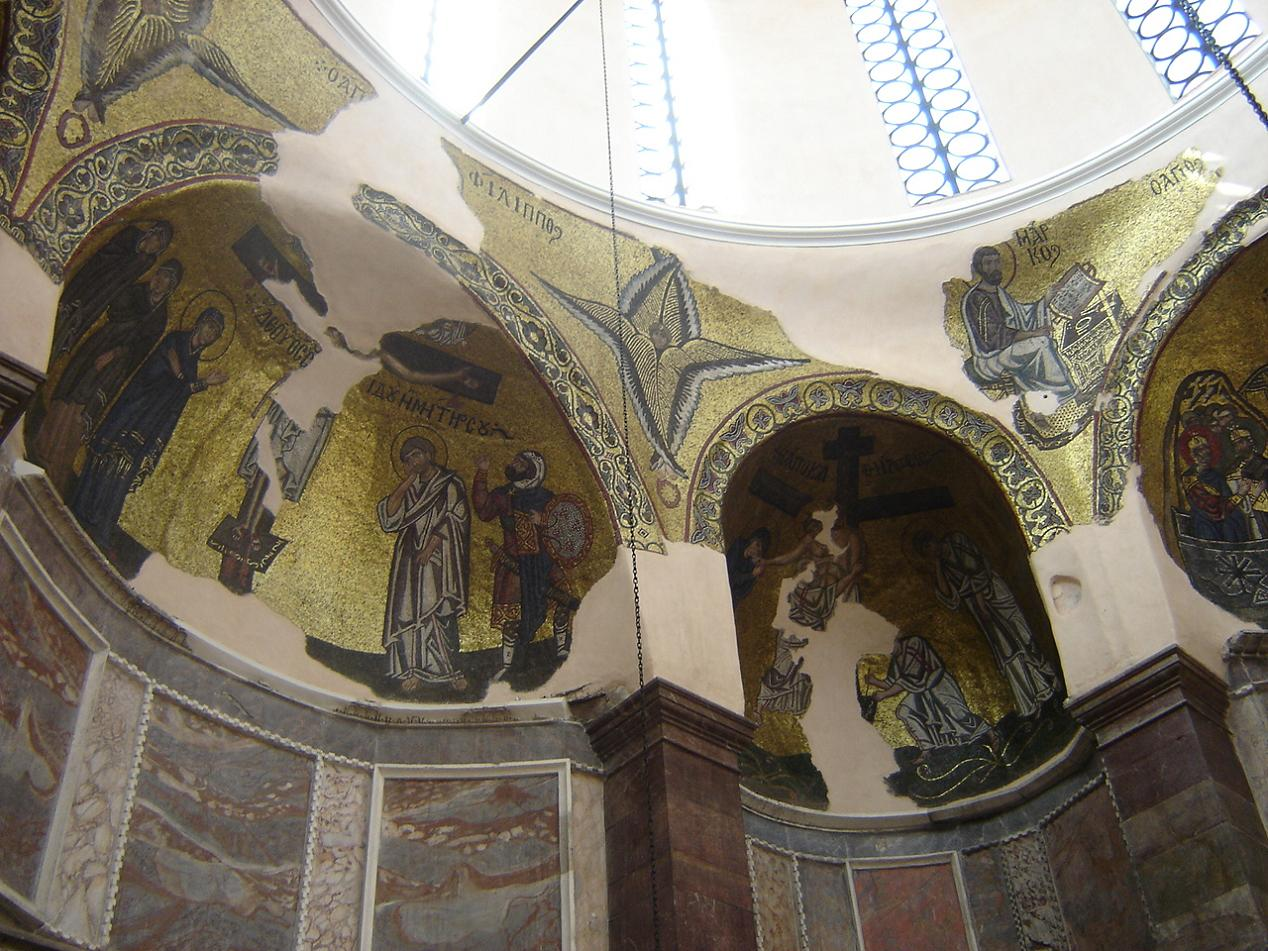
Mosaici Monastero di Nea Moni, XI secolo
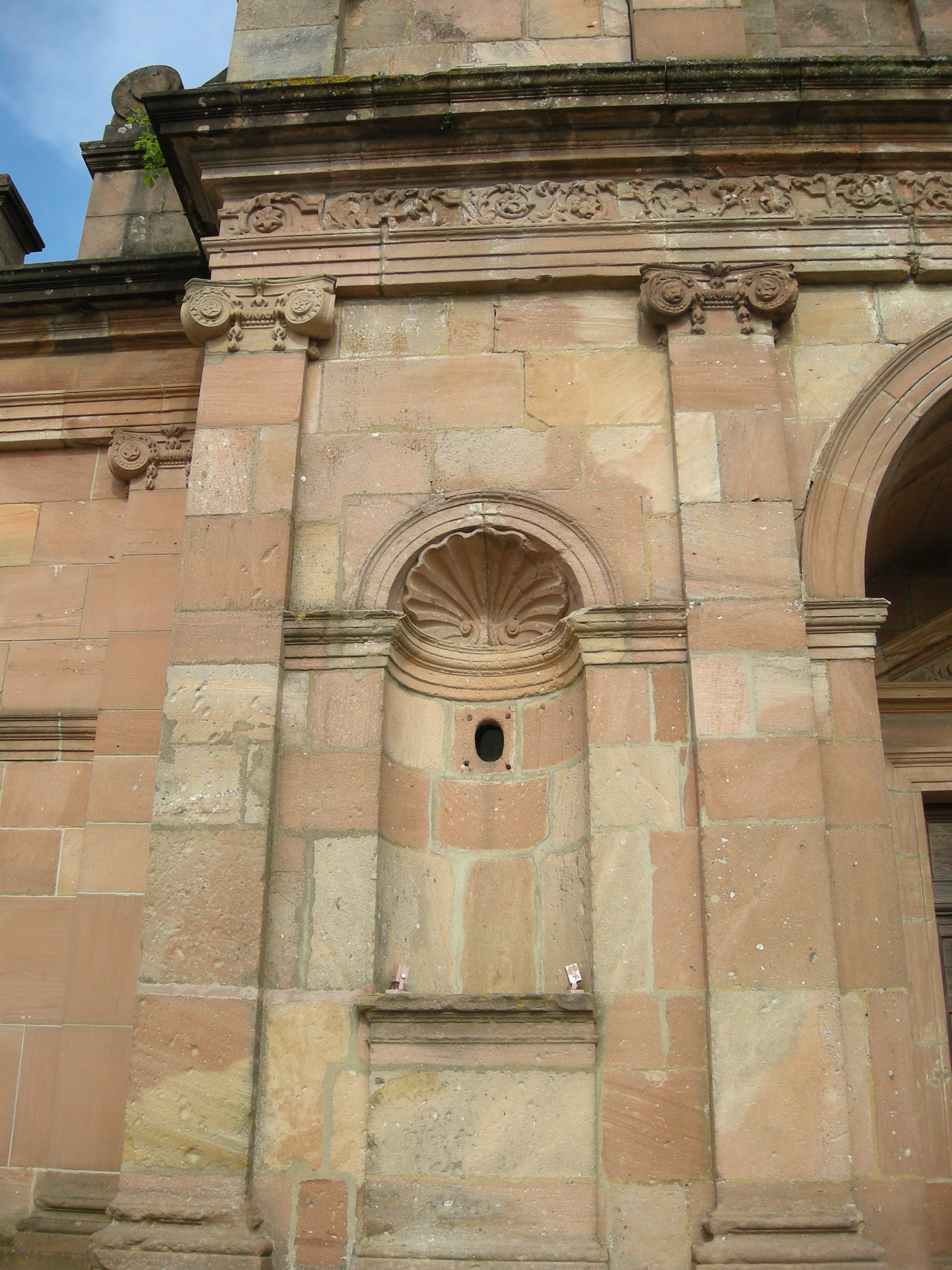
Nicchia, XVIII secolo
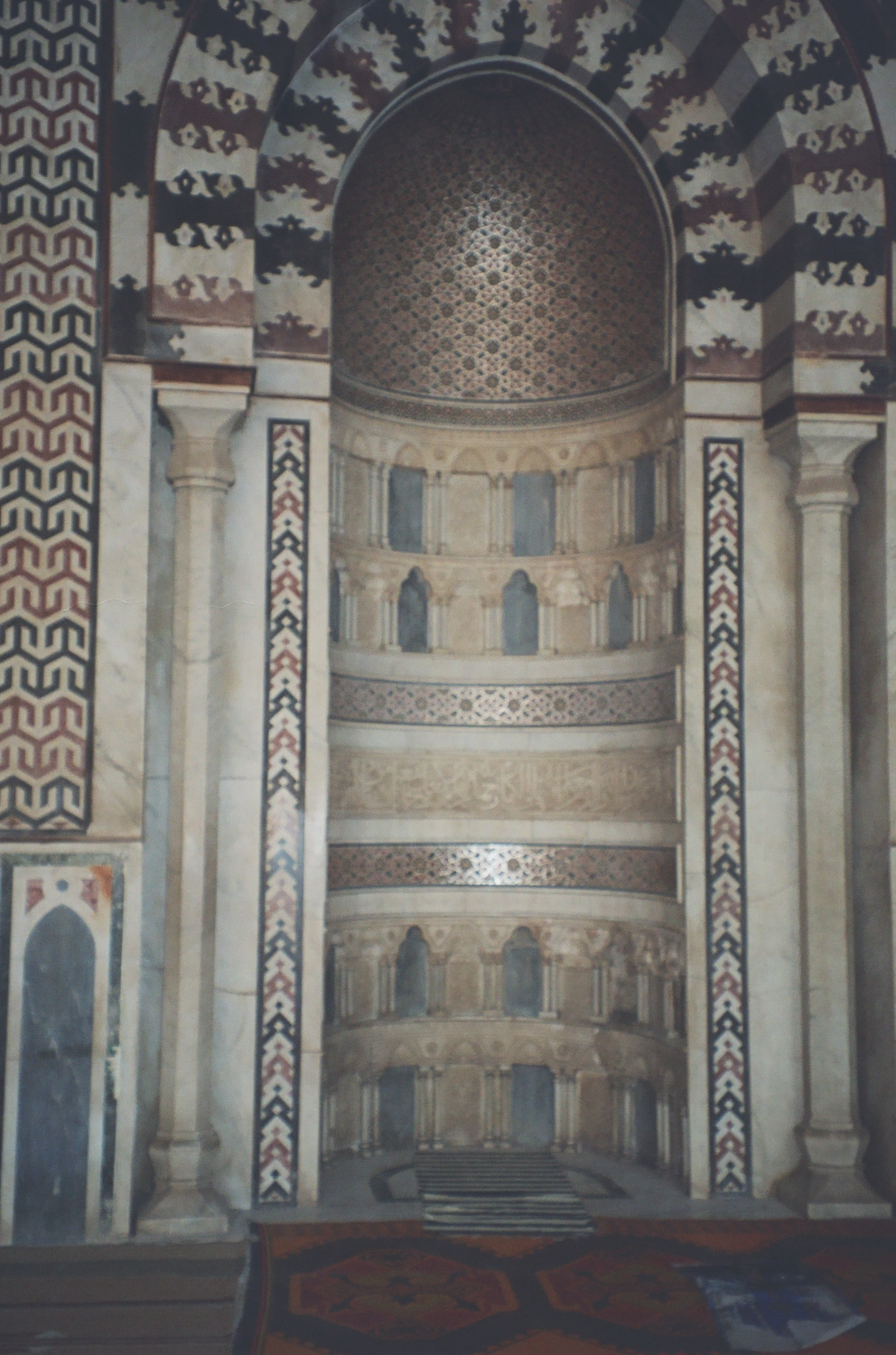
Semi-cupola su miḥrāb, Cairo
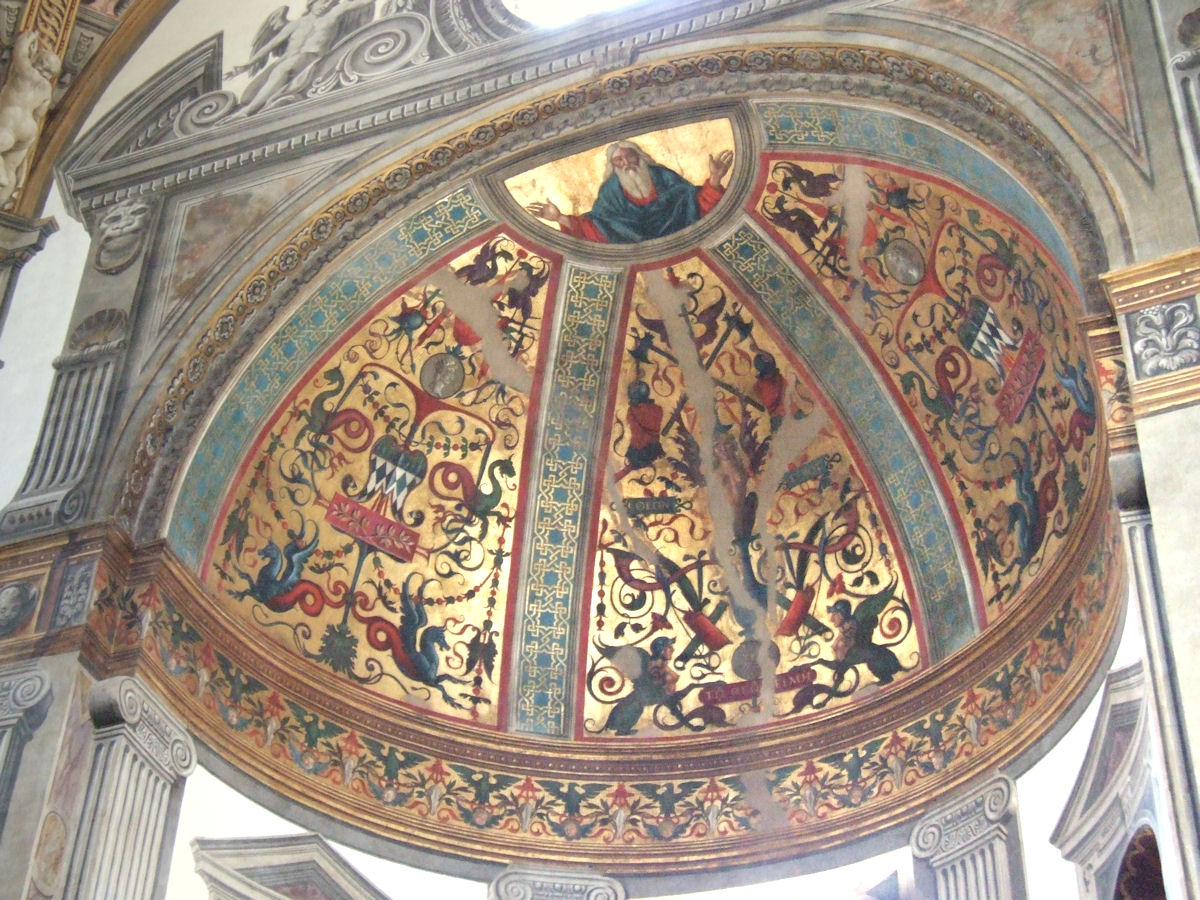
Semi-cupola dipinta Duomo di Parma
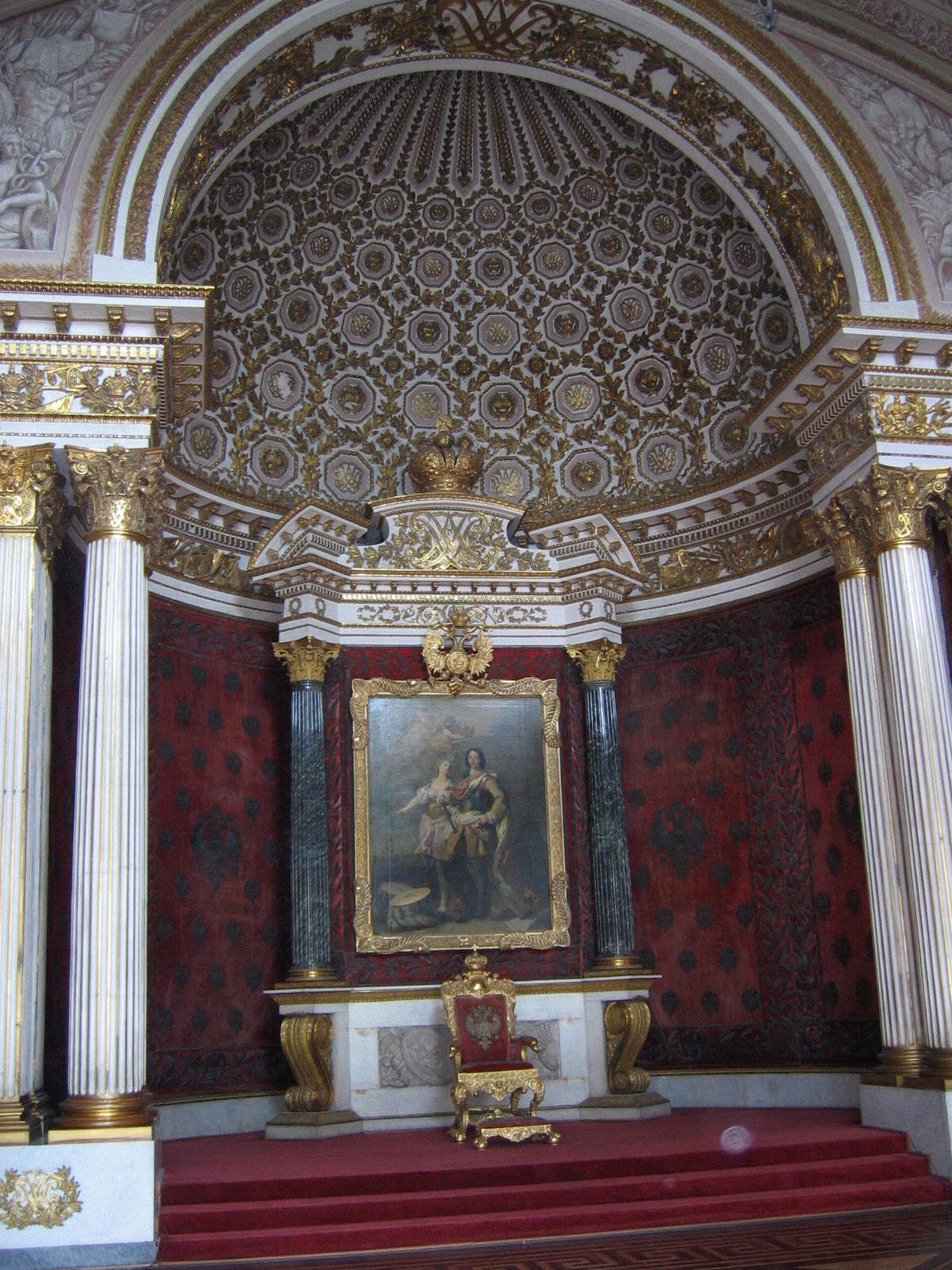
Semi-cupola, Palazzo d'Inverno